# Patrusim

Mapa da Diocese do Egito, no final do Império Romano, mostrando o Delta do Nilo e a Tebaida, locais onde, segundo alguns autores, se estabeleceram os descendentes de Patrusim.

Patrusim é personagem bíblico do Antigo Testamento, mencionado no livro de Gênesis como um dos filhos de Mizraim, sendo, portanto neto de Cam e bisneto de Noé.
De acordo com a paráfrase caldeia, seus descendentes habitavam o Delta do Nilo, porém de acordo com Bochart, eles habitavam a Tebaida, chamada de Pathros, na Escritura.